# Erminio Piserchia
Erminio Piserchia (Laviano, 12 gennaio 1964) è un allenatore di calcio ed ex calciatore italiano, di ruolo difensore.

## Carriera
Ha militato nel campionato svizzero. Ha militato nel Lugano in massima serie svizzera dal 1989 al 1992, retrocedendo in cadetteria al termine della stagione 1991-1992.
Dal 2014 è allenatore delle giovanili del Young Boys di Berna, Svizzera.
Nell'arco della sua carriera da allenatore ha allenato per complessive 12 partite (divise in 4 diversi periodi, tutti ad interim) nella prima divisione svizzera.

## Palmarès

### Giocatore

#### Competizioni nazionali
- Seconda Lega: 1

Concordia Basilea: 1981-1982
- Campionato svizzero: 1

Grasshoppers: 1983-1984